# Cirimido
Cirimido är en ort och kommun i provinsen Como i regionen Lombardiet i Italien. Kommunen hade 2 136 invånare (2018).